# Pogled na Toledo
Pogled na Toledo je jedno od dva preživjelih El Grecovih ulja na platnu koja prikazuju krajolik španjolskog grada Toleda u kojem je slikar proveo veći dio života. Druga slika pod nazivom Pogled i plan Toleda se nalazi u Muzeju El Greca u Toledu.

## Stil
Djelo je specifično jer se u španjolskom slikarstvu tijekom renesanse i baroka teško može pronaći slika koja prikazuje izolirani krajolik. Zbog toga se El Grecov Pogled na Toledo smatra prvom slikom krajolika u španjolskoj povijesti umjetnosti. Što se tiče zagonetne simbolike djela, ona može biti povezana s mističnim duhom vremena u kojem se grad tada nalazio.
Engleski povjesničar David Davies tvrdi da ključ razumijevanja El Grecovih djela nude platonizam, drevni novoplatonizam, Plotinova djela, Pseudo-Dionizije Areopagit, tekstovi crkvenih otaca i liturgija.
José Álvarez Lopera, kustos madridskog muzeja Prado je zaključio da je prisutnost "bizantskih sjećanja" utjecala na kasniji rad El Greca, iako postoje mnoga pitanja vezana uz njegove bizantske korijene koja bi trebalo istražiti.

## Metropolitan
Pogled na Toledo je ostao u El Grecovom vlasništvu sve do njegove smrti 1614. godine. Pretpostavlja se da je slika nakon toga bila u posjedu njegova sina Jorgea Manuela barem do 1621. Njezin sljedeći vlasnik je bio Pedro Salazar de Mendoza iz Toleda koji ju je 1629. prodao Pedru Lasu de la Vegi te je bila u vlasništvu obitelji Vega. Kada se obitelj preselila u Madrid, Pogled na Toledo se nalazio u palači Oñate.
Prema tvrdnjama agenta Ricarda de Madraze, slika 1907. dolazi u vlasništvo pariškog trgovca umjetninama Duranda-Ruela koji ju nakon dvije godine prodaje njujorškoj kolektorici Louisini W. Havemeyer za 70.000 franaka. Nakon njezine smrti 1929. godine, djelo prelazi u muzej Metropolitan u kojem se nalazi i danas.